# アニメストリート
アニメストリート（Anime Street）は、BS朝日のアニメ作品向けの番組枠の名称である。

## 概要
当局は2000年の開局当時からアニメ番組の放送には消極的でしばらくは散発的に放送されていた程度だったが、2007年10月の改編で元々平日の19時台に組まれていたアニメ番組を18時台に移し、この枠名を設定した。
さらに2008年10月には17時台に早められ、スポンサーがついている金曜日を除いて、番組途中のCMが廃止された。
作品はテレビ朝日や系列局のABCが制作した、子供・ファミリー向けのものが主体。枠名設定当初は月曜 - 金曜に毎日編成されていたが、末期は金曜の2作品のみに縮小されている。
スポーツ中継などの特別番組が組まれた場合、時間の変更や休止となることがあった。
2013年9月には事実上廃枠となり、長年当局で放送されていたアニメ枠に幕を閉じる事になったが、2016年10月期に『ユーリ!!! on ICE』を1クール、2019年11月に『ダーリン・イン・ザ・フランキス』を2クールそれぞれ放送。翌2020年4月期に深夜アニメ枠『アニメA』を新設している他、金曜19時枠にて『ドラえもん』と『クレヨンしんちゃん』が放送されていた。

## 過去に放送された作品

### 月曜
- パーマン（2007年10月1日 - 2008年12月15日）

本放送はテレビ朝日系列にて1983年4月 - 1985年7月。
- 忍者ハットリくん（2009年1月6日 - 2011年9月26日）

本放送はテレビ朝日系列にて1981年10月 - 1987年12月。

### 火曜
- 魔法使いサリー（2007年10月2日 - 2008年9月30日）

本放送はテレビ朝日系列（当時はNET系列、関西地区はMBSにネット）にて1966年12月 - 1968年12月。
- おジャ魔女どれみ（2008年10月7日 - 2009年10月13日）

本放送はABC・テレビ朝日系列にて1999年2月 - 2000年1月。
- おジャ魔女どれみ♯（2009年10月20日 - 2010年3月30日）

本放送はABC・テレビ朝日系列にて2000年2月 - 2001年1月。
最終回まで放送せず、第23話で打ち切り。
- SLAM DUNK（2009年11月5日 - 2011年11月15日）

本放送はテレビ朝日系列にて1993年10月 - 1996年3月。
放送開始 - 2010年3月は金曜に放送された。

### 水曜日
- 一休さん（2007年10月3日 - 2010年9月29日）

本放送はテレビ朝日系列にて1975年10月 - 1982年6月。

### 金曜日
何れの作品も、地上波からおよそ半月から1ヶ月遅れ。
- 祝!(ハピ☆ラキ)ビックリマン（2007年10月5日 - 10月26日）

本放送はテレビ朝日他（一部地域を除く）にて2006年10月 - 2007年9月。
2006年11月7日 - 2007年9月25日は火曜 19:00 - 19:30に放送。
- はたらキッズ マイハム組（2007年11月2日 - 2008年11月14日）

本放送はテレビ朝日にて2007年10月 - 2008年10月。
- ねぎぼうずのあさたろう（2008年11月21日 - 2009年10月30日）

本放送はテレビ朝日他（一部地域を除く）にて2008年10月 - 2009年9月。
テレビ東京系列のテレビ北海道でも2010年10月2日 - 2011年9月13日に放送された。
- 地獄先生ぬ〜べ〜（2011年11月22日 - 2012年11月30日、17:00 - 17:30）

本放送はテレビ朝日系列にて1996年4月 - 1997年6月。
2011年11月22日 - 2012年3月27日は火曜に放送されていた。
- エリアの騎士（2012年4月6日 - 2013年1月11日、17:30 - 18:00）

テレビ朝日から約3ヶ月遅れ。
テレビ東京系列のテレビ北海道でも2012年5月15日 - 2013年1月29日まで放送された。
- バビル2世（2012年12月14日 - 2013年9月20日、17:00 - 17:30）

なお第15話と第18話は欠番。
本放送はテレビ朝日系列（当時はNETテレビ系列、関西地区はMBSにネット）にて1973年1月 - 9月。
- あたしンち（2013年1月18日 - 9月20日、17:30 - 17:55）

本放送はテレビ朝日他にて2002年4月 - 2009年9月。
再放送。
2006年4月6日 - 2007年9月27日は木曜 19:00 - 19:25に放送され、2007年10月4日 - 2012年3月28日は夕方に移動（2007年10月 - 2008年9月は木曜 18:00 - 18:30、同年10月 - 2010年9月は木曜 17:00 - 17:30、同年10月 - 2012年3月は水曜 17:00 - 17:30）。
2012年3月28日に第297回をもって打ち切り（ただし、次回予告はそのまま放送された）、2013年3月29日までは17:30 - 18:00に放送し、9月20日に第30話をもって終了。